# الوليد سكرية
وليد محمد سكرية، سياسي وعضو في مجلس النواب اللبناني عن منطقة بعلبك / الهرمل. هو جزء من كتلة حزب الله. انتخب عضوا في البرلمان اللبناني في عام 2009، ليحل محل شقيقه إسماعيل سكرية.